# Bełdów-Krzywa Wieś
Bełdów-Krzywa Wieś – wieś w Polsce położona w województwie łódzkim, w powiecie zgierskim, w gminie Aleksandrów Łódzki.
W latach 1975–1998 miejscowość administracyjnie należała do ówczesnego województwa łódzkiego.
| SIMC    | Nazwa       | Rodzaj    |
| ------- | ----------- | --------- |
| 1041946 | Jastrzębiec | część wsi |
| 1041975 | Kowalówka   | część wsi |